# Phenax perrieri
Phenax perrieri är en nässelväxtart som beskrevs av Jacques Désiré Leandri. Phenax perrieri ingår i släktet Phenax och familjen nässelväxter. Inga underarter finns listade i Catalogue of Life.